# Assemblée générale du Delaware
Pour les autres articles nationaux ou selon les autres juridictions, voir Assemblée générale (homonymie).
Capitole de l'État du Delaware
L'Assemblée générale du Delaware (en anglais Delaware General Assembly) est l'organe législatif du gouvernement de l'État américain du Delaware. Parlement bicaméral, l'Assemblée générale est composée de la Chambre des représentants du Delaware (41 membres) et du Sénat du Delaware (21 membres). Les deux chambres se réunissent au sein du capitole de l'État, à Dover.
À la suite des élections de novembre 2016 et d'une élection partielle de février 2017, le Parti démocrate contrôle le Sénat, avec une seule voix d'avance sur le Parti républicain, et dispose d'une large majorité à la Chambre des représentants.